# Überherrn
Überherrn est une commune allemande située dans le Land de la Sarre et le district de Sarrelouis.

## Quartiers
- Altforweiler
- Berus
- Bisten
- Felsberg
- Überherrn
- Wohnstadt

## Toponymie
- Uberherrn (1802).
- En sarrois : Iwerherrn et Iwwerherre.
- En français : Uberherren.

## Histoire
Ancienne commune indépendante de la Moselle cédée à la Prusse en 1815.

## Administration
- 1990-1999 : Reinhard Jennewein.
- 1999-2011 : Thomas Burg (sans parti).
- 2011-2019 : Bernd Gillo (CDU).
- 2019- : Anne Yliniva-Hoffmann (SPD).

## Jumelages
- Le Havre (France)
- L'Hôpital (Moselle) (France)
- Ailly-sur-Noye (France)
- Camaiore (Italie)

## Personnalités liées à la ville
- Hans Walter Lorang (1945-), compositeur né à Berus.
- Jo Leinen (1948-), homme politique né à Bisten.